# Коханділ-хан
Коханділ-хан (1792  — 21 серпня 1855) — останній володар Кандагарського ханства у 1832—1839 і 1842—1855 роках.

## Життєпис
Походив з племені Мухаммадзай з пуштунського племінного об'єднання баракзай. Син сарафразхана Паїнда Хана. 1799 року після загибелі батька разом з іншими братами втік до Персії. Повернувся до Кабулу 1801 року. З 1814 року спільно зі старшим братом Фатіх Ханом брав участь у походах до Хорасану. 1817 року після схоплення та осліплення Фатіх Хана за наказом Фіруз ад-Діна, брата Махмуд-шаха Дуррані, втік разом з братом Шерділ-ханом до Сістану. 1818 року брати повернулися з військом.
1823 року активно допомагав Шерділ-хану стати еміром Афганістану, брав участь у боях проти зведеного брата Дост Мухаммед-хана. За умовами мирної угоди того ж року Шерділ залишив Кабул, а Коханділ став сардаром (військовим намісником і фактичним правителем) Баміяну.
1829 року призначено співправителем свого брата Пурділ-хана, хана Кандагару. Відмовився від Баміяну на користь Дост Мухаммед-хана. 1830 року після смерті останнього вступив у протистояння з небіжами та гератським ханом Камран-Шахом Дуррані. Лише у 1832 році зміг закріпитися над Кандагаром і Белуджистаном. Втім розділив владу з рідними братами Мехрділ-ханом і Рамділ-ханом. Також було втрачено зверхність над Сіндом.
Вимушен був маневрувати: з одного боку протистояв наміру Дост Мухаммед-хана об'єднати афганські землі, з іншого боку діяв з ним спільно проти претендента Шуджу-Шаха Дуррані, якого підтримувала Велика Британія. Також уклав союз з перським намісником Аббас-Мірзою, завдяки чому 1833 року запобіг новому нападу гератського хана. 1834 року спільно з Дост Мухаммед-ханом завдав поразки Шуджа-Шаху Дуррані. У 1837—1838 роках діяв спільно з персами проти Камран-Шаха Дуррані.
1839 року перед загрозою британського вторгнення намагався діяти спільно з Дост Мухаммед-ханом. Але у квітні того ж не зміг організувати опір в Белуджистані, внаслідок чого британці зайняти міста Шикарпур і Кветту, а також ключові проходи і перевали на шляху до Кандагару. Сюди індо-британські війська вступили без бою 25 квітня (або 8 травня). Коханділ-хан втік, чим підірвав свій авторитет.
1842 року після завершення війни відновився у владі, але вже був політично залежним від Дост Мухаммед-хана. Разом з тим почав наступ на хазарійські племена бабалі, дайчупан та чура, які були змушені сплачувати данину (санг-я-буз).
У березні 1855 року помер його брат-співволодар Міхрділ-хан. Сам Коханділ-хан помер в серпні в тому ж році під час військової кампанії проти Герату, яку організував Дост Мухаммед-хан. Останній оружно змусив синів Коханділ-хана у листопаді того ж року зректися влади. Втім таке посилення Дост Мухаммед-хана викликало невдоволення Великої Британії, що зрештою спричинило другу англо-афганська війну, за якою Афганістан втратив Белуджистан.